# Val van Babylon
De val van Babylon markeert het einde van het Nieuw-Babylonische Rijk na de verovering door het Achaemeniden op 12 oktober 539 v.Chr.
In oktober 539 v.Chr. won Cyrus een strijd tegen de Babyloniërs bij Opis, veroverde vervolgens Sippar, voordat hij uiteindelijk op 12 oktober de stad Babylon veroverde.
Nadat hij de stad had veroverd, portretteerde Cyrus zichzelf in propaganda als iemand die de goddelijke orde herstelde, die Nabonidus had verstoord.
Ook portretteerde hij zichzelf als een hersteller van de erfenis van het Neo-Assyrische rijk door zich te vergelijken met de Assyrische koning Assurbanipal.
Zo werd de Babylonische koning Nabonidus de laatste keizer van het Babylonische Rijk. Nadat Cyrus Babylon was binnengekomen, beweerde hij dat hij de erfgenaam was van de oude koningen van Babylon.